# Clase Hatsuharu
La clase Hatsuharu fue una clase de destructores compuesta de 6 unidades, que sirvieron en la Armada Imperial Japonesa durante la Segunda Guerra Mundial. 

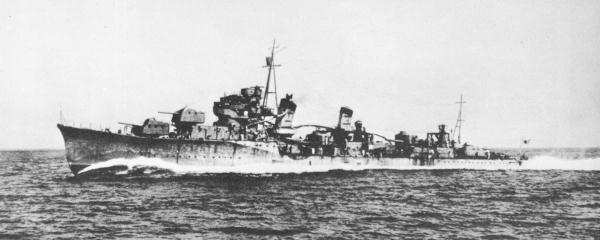
Destructor Japonés

## Historia
Estos destructores fueron iniciados entre 1931 y 1933, completándose su construcción entre 1933 y 1935. Cumpliendo las limitaciones impuestas por el Tratado Naval de Londres, los de la clase Hatsuharu eran menores que los precedentes, clase Fubuki y clase Akatsuki, pero, sin embargo, portaban el mismo armamento. El hundimiento del torpedero Tomozuru, que zozobró en 1934 precisamente por ello, condujo a reconsiderar esta política.
Todos los miembros de la clase resultaron hundidos en combate. Cuatro sucumbieron ante un ataque aéreo, uno por ataque submarino y el último colisionó con una mina marina.

## Destructores de la claseHatsuharu
- Ariake
- Hatsuharu
- Hatsushimo
- Nenohi
- Wakaba
- Yūgure

## Características
- Eslora: 109,5 metros
- Manga: 10 metros
- Calado: 3,03 metros
- Desplazamiento: 1.490 toneladas como estándar, 1650 toneladas en pruebas, 1.802 toneladas a plena carga
- Velocidad: 36,5 nudos (67 km/h)
- Armamento principal: Cinco cañones de 127 mm.
- Armamento antiaéreo: Hasta 21 cañones de 25 mm, hasta 4 ametralladoras de 13 mm,
- Armamento antisubmarino: 14 cargas de profundidad
- Torpedos: Nueve tubos de 610 mm en tres montajes triples
- Dotación: 200 marineros y oficiales